# Patrick Gretsch
Patrick Gretsch (Erfurt, 7 de abril de 1987) es un ciclista alemán que fue profesional desde 2006 hasta 2016.

## Palmarés

### Ruta
2008
- Tour de Thuringe, más 1 etapa
- 2.º en el Campeonato Mundial Contrarreloj sub-23

2009
- 3.º en el Campeonato Mundial Contrarreloj sub-23

2010
- 2.º en el Campeonato de Alemania Contrarreloj

2011
- 1 etapa del ZLM Toer
- 3.º en el Campeonato de Alemania Contrarreloj
- 1 etapa del USA Pro Cycling Challenge

2012
- 1 etapa de la Vuelta a Andalucía[1]

2013
- 2.º en el Campeonato de Alemania Contrarreloj

### Pista
2009
- Campeonato de Alemania Persecución

## Resultados en Grandes Vueltas y Campeonatos del Mundo
| Carrera              | Carrera              | 2006 | 2007 | 2008 | 2009 | 2010 | 2011  | 2012  | 2013 | 2014  | 2015 | 2016 |
| -------------------- | -------------------- | ---- | ---- | ---- | ---- | ---- | ----- | ----- | ---- | ----- | ---- | ---- |
|                      | Giro de Italia       | —    | —    | —    | —    | —    | 138.º | —     | 69.º | 95.º  | 94.º | Ab.  |
|                      | Tour de Francia      | —    | —    | —    | —    | —    | —     | 141.º | —    | —     | —    | —    |
|                      | Vuelta a España      | —    | —    | —    | —    | —    | —     | —     | —    | 126.º | —    | —    |
| Mundial Contrarreloj | Mundial Contrarreloj | —    | —    | —    | —    | —    | —     | 27.º  | 38.º | —     | —    | —    |

—: no participa

Ab.: abandono

## Equipos
- Thüringer Energie Team (2006-2009)
- HTC (2010-2011)
  - Team HTC-Columbia (2010)
  - HTC-Highroad (2011)
- Team Argos-Shimano (2012-2013)
- Ag2r La Mondiale (2014-2016)